# 紀念郵戳

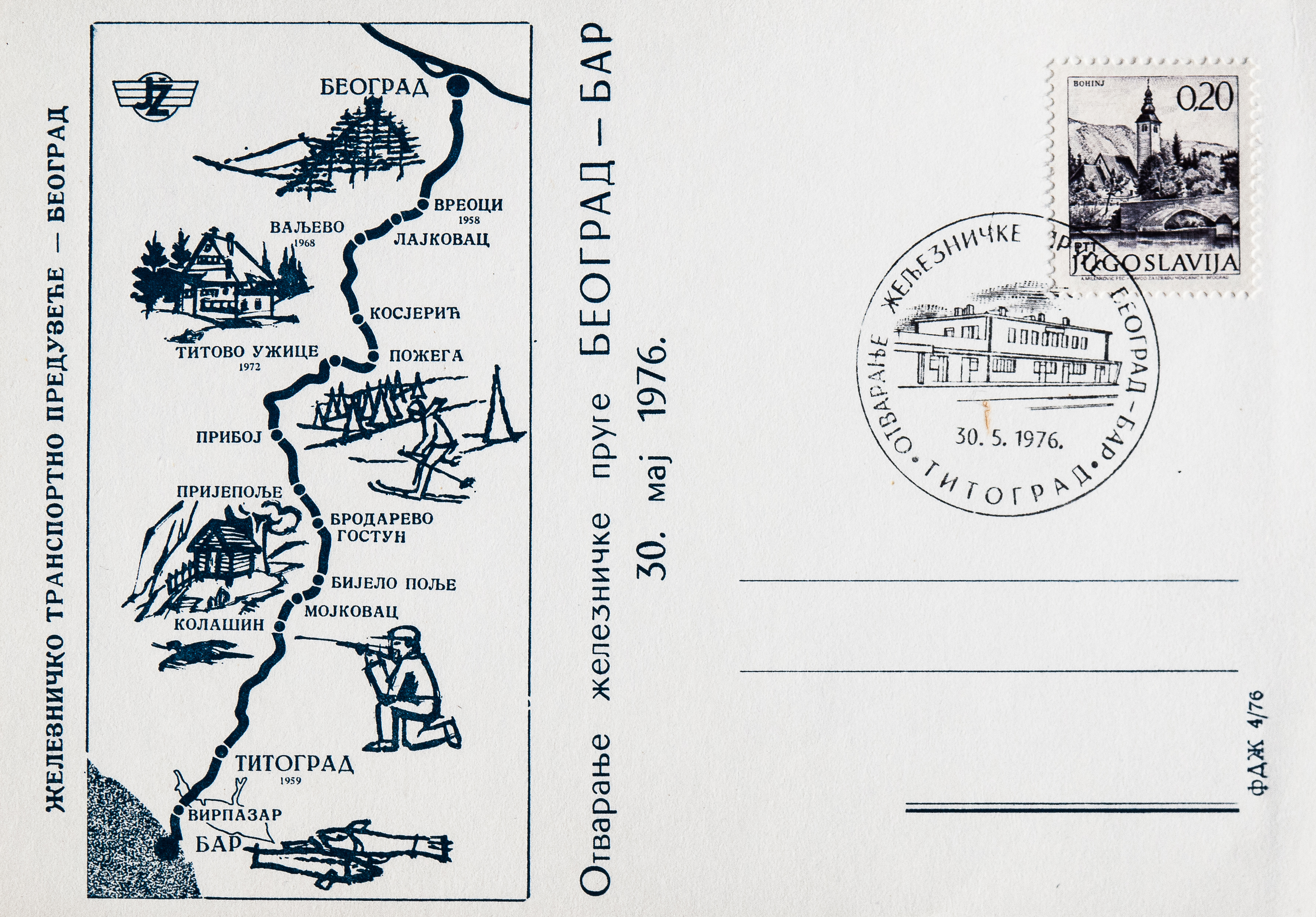
南斯拉夫的紀念郵戳

紀念郵戳或稱特別郵戳，是指郵戳中除平日郵局所用的日戳外，為紀念一些事件或人物，郵政當局特製的郵戳，供集郵人士蓋印。
紀念郵戳通常只用一天，有些國家或地區的紀念郵戳可能用數天，但是不會全年使用，而且活動過後該紀念郵戳就會銷毀或放到郵政博物館內。另外，有些紀念郵戳會在新郵票發行當日使用，例如香港郵政於大熊貓郵票發行當日提供與新郵相關的紀念郵戳作蓋銷之用。

## 外部連結
- 香港郵政會將紀念郵戳圖案放到網上供人瀏覽
- 中華郵政臨時郵局郵戳圖案查詢 （页面存档备份，存于）
- 中華郵政紀念郵戳戳圖查詢 （页面存档备份，存于）